# 1998
1998 هي السنة التي تسبق نهاية التسعينيات وتلي 1997 وهي السنة الثامنة للتسعينيات بعد 1990 حسب التقويم الغريغوري

## أحداث

### يناير
- 4 يناير - مجازر ولاية غليزان تودي بمقتل 170 شخص في الجزائر.
- 6 يناير - لونار بروسبكتر تكتشف آثار مياه في القمر.
- 11 يناير - مقتل حوالي 100 شخص في مجزرة سيدي حماد في الجزائر.
- 12 يناير - 19 دولة أوروبية توافق على منع الاستنساخ البشري.
- 17 يناير - صحيفة دروج ريبورت تكشف فضيحة الرئيس الأمريكي بيل كلينتون مع مونيكا لوينسكي والمعروفة بفضيحة لوينسكي.

### فبراير
- 4 فبراير - زلزال بقوة 5.9 ريختر في ولاية تخار يودي بمصرع حوالي 4000 شخص وجرح 800 شخص.
- 7 فبراير - افتتاح الألعاب الأولمبية الشتوية 1998 في ناغانو في اليابان.
- 16 فبراير - سقوط طائرة من رحلة خطوط الصين الدولية الرحلة 676 قرب مطار تايوان تاويوان الدولي تودي بمصرع 202 شخص.
- 27 فبراير - بداية حرب كوسوفو في 1998 والتي انتهت في 11 يونيو 1999.

### مارس
- 1 مارس - فيلم تايتنك يصبح أول فيلم تصل أرباحه إلى مليار دولار.
- 2 مارس - مسبار غاليليو يكتشف في قمر المشتري أوروبا آثار جليد.
- 26 مارس - مقتل 52 شخص في مجزرة عويد بوعيشة في الجزائر بالسكاكين والفؤوس ومنهم 32 طفل تحت السنتين.

### أبريل
- 5 أبريل - افتتاح جسر أكاشي كايكو في اليابان وألذي يربط بين جزيرتي شيكوكو وهونشو وألذي كلف بنائه 3.8 مليار دولار أمريكي وألذي أصبح أكبر جسر معلق في العالم.
- 20 أبريل - جماعة الجيش الأحمر الألمانية يعلن حل نفسه.
- 23 أبريل - مقتل 19 شخص في اشتباكات بين القوات اليوغسلافية و جيش تحرير كوسوفو.
- 28 أبريل - إطلاق مصر القمر الصناعي المصري الأول، النايل سات 101.

### مايو
- 6 مايو - بداية الحرب الإثيوبية الإريترية في 1998 والتي انتهت في 25 مايو 2000.
- 11 مايو - إصدار أول أشكال عملة اليورو في فرنسا.
- 13 مايو - مقتل حوالي 1000 شخص في اشتباكات بين المتمردين من صينيو إندونيسيا ومن بقية السكان.
- 21 مايو - استقالة الرئيس الإندونيسي سوهارتو بعد العنف ألذي شهدته البلاد بين الصينيين وبقية السكان.
- 28 مايو - باكستان تتعرض لعقوبات من الولايات المتحدة نتيجة لتجاربها النووية.
- 30 مايو - زلزال بقوة 6.6 ريختر يضرب أفغانستان ويتسبب بمصرع حوالي 5000 شخص.

### يونيو
- 1 يونيو - تأسيس البنك المركزي الأوروبي.
- 3 يونيو - حادث قطار في ألمانيا يتسبب بمقتل 101 شخص.
- 9 يونيو - انطلاق منافسات كأس العالم لكرة القدم 1998 في فرنسا.
- 25 يونيو - مايكروسوفت تطرح نظامه الجديد ويندوز 98
- 25 يونيو - التوقيع على اتفاقية آرهوس.
- 30 يونيو - جوزيف استرادا يصبح الرئيس الثالث عشر لفلبين.

### يوليو
- 12 يوليو - فوز منتخب فرنسا ببطولة كأس العالم لكرة القدم المقامة على أرضها على منتخب البرازيل.
- 17 يوليو - زلزال بقوة 7 ريختر في بابوا غينيا الجديدة يودي بمصرع حوالي 2100 شخص.

### أغسطس
- 2 أغسطس - بداية حرب الكونغو الثانية ألتي أدت لمقتل 5.4 مليون شخص قبل نهايتها في 30 يونيو سنة 2003.
- 7 أغسطس
  - فيضان نهر يانغزي في الصين يودي بمصرع 12 ألف شخص وإصابة ألاف آخرين.
  - تفجير سفارتي الولايات المتحدة في نيروبي في كينيا ودار السلام في تنزانيا يودي بمقتل 224 شخص وزعيم تنظيم القاعدة أسامة بن لادن يعلن عن مسؤولية التنظيم عن الحادث.
- 10 أغسطس - سلطان بروناي حسن البلقيه يصدر أمراً سلطانياً بتعيين نجله المهتدي بالله البلقيه ولياً للعهد.
- 15 أغسطس - اندلاع تفجير أوماه في أيرلندا الشمالية يودي بمقتل 34 شخص.
- 20 أغسطس - الولايات المتحدة تقصف مصنعا للأدوية بالسودان.

### سبتمبر
- 2 سبتمبر - مصرع 229 شخص في حادثة سقوط طائرة سويسرا للطيران الرحلة 111 في نوفا سكوشا في كندا.
- 4 سبتمبر - تأسيس شركة جوجل.
- 16 سبتمبر - تأسيس الجماعة السلفية للدعوة والقتال في الجزائر.

### أكتوبر
- 17 أكتوبر - انفجار أنبوب نفط جيسي في نيجيريا يودي بمصرع 1042 شخص.
- 29 أكتوبر - إعصار ميتش يضرب أمريكا الوسطى ويتسبب بمصرع 11 ألف شخص.

### ديسمبر
- 6 ديسمبر - انتخاب هوغو تشافيز رئيس لفنزويلا.
- 16 ديسمبر - عملية ثعلب الصحراء: الرئيس الأمريكي بيل كلينتون يأمر بضرب العراق لأجل عدم استجابته لعمليات تفتيش أسلحة الدمار الشمال.

## مواليد

### يناير
- 1 يناير - سارة أحمد، رباعة مصرية.
- 2 يناير - تيموثي فوسو منساه، لاعب كرة قدم هولندي.
- 3 يناير - باتريك كوتروني، لاعب كرة قدم إيطالي.
- 5 يناير - كارليس ألينيا، لاعب كرة قدم إسباني.
- 6 يناير
  - إسماعيل عزاوي، لاعب كرة قدم بلجيكي.
  - لي سيونغ وو، لاعب كرة قدم كوري جنوبي.
- 8 يناير - مانويل لوكاتيلي، لاعب كرة قدم إيطالي.
- 12 يناير
  - خوان فويث، لاعب كرة قدم أرجنتيني.
  - رفيق زخنيني، لاعب كرة قدم نرويجي.
- 16 يناير - أودسون إدوارد، لاعب كرة قدم فرنسي.
- 18 يناير - إيدر ميليتاو، لاعب كرة قدم برازيلي.
- 20 يناير - فرانسيس تيافوي، لاعب كرة مضرب أمريكي.
- 23 يناير
  - إكس إكس إكس تنتاسيون، مغني راب أمريكي.
  - راشيل كراو، مغنية أمريكية.
  - شاهندة، ممثلة عراقية.
- 28 يناير - أرييل وينتر، ممثلة أمريكية.
- 31 يناير - أمادو هايدارا، لاعب كرة قدم مالي.

### فبراير
- 3 فبراير - بلاس ريفيروس، لاعب كرة قدم بارغواياني.
- 9 فبراير - مارينا كاي، مغنية فرنسية.
- 11 فبراير - خالد، مغني أمريكي.
- 14 فبراير - ساندير بيرج، لاعب كرة قدم نرويجي.
- 15 فبراير
  - جورج راسل، سائق فورمولا 1 بريطاني.
  - زاكاري جوردون، ممثل أمريكي.

### مارس
- 5 مارس
  - سيرجيو دياز، لاعب كرة قدم بارغواياني.
  - مريخ دميرال، لاعب كرة قدم تركي.
- 18 مارس - جيمي لي كغيفيتز، مغنية ألمانية.
- 19 مارس - ساكورا مياواكي، مغنية وممثلة يابانية.
- 22 مارس - أحمد أبو الفتوح، لاعب كرة قدم مصري.
- 25 مارس
  - أوزان كاباك، لاعب كرة قدم تركي.
  - رايان سيمبكينز، ممثلة أمريكية.
- 27 مارس - حاجي رايت، لاعب كرة قدم أمريكي.

### أبريل
- 3 أبريل - باريس جاكسون، ممثلة وعارضة أزياء أمريكية.
- 6 أبريل
  - بيتن ليست، ممثلة أمريكية.
  - سبنسر ليست، ممثل أمريكي.
- 9 أبريل - إيل فانينغ، ممثلة أمريكية.
- 10 أبريل - فيودور تشالوف، لاعب كرة قدم روسي.
- 16 أبريل - ناهويل مولينا، لاعب كرة قدم أرجنتيني.
- 24 أبريل - ريان نيومان، ممثلة وعارضة أمريكية.
- 26 أبريل - يان كشيشتوف دودا، لاعب شطرنج بولندي.
- 27 أبريل - كريستيان روميرو، لاعب كرة قدم أرجنتيني.

### مايو
- 4 مايو - فرانك جاكسون، لاعب كرة سلة أمريكي.
- 5 مايو - أرينا سابالينكا، لاعبة كرة مضرب بيلاروسية.
- 7 مايو - داني أولمو، لاعب كرة قدم إسباني.
- 8 مايو - يوهانس إيغشتاين، لاعب كرة قدم ألماني.
- 12 مايو
  - تورنادو أليسا بلاك، لاعبة كرة مضرب أمريكية.
  - فرانسيسكو فيلاسيير، لاعب كرة قدم أرجنتيني.
- 13 مايو
  - كارين ايواتا، ممثلة ومغنية يابانية.
  - لوكا زيدان، لاعب كرة قدم فرنسي إسباني.
- 19 مايو - ساندرا حاج، مغنية فلسطينية.
- 23 مايو - سلوى عيد ناصر، عداءة بحرينية نيجيرية.
- 28 مايو - كيم داهيون ، مغنية كورية
- 31 مايو - رضا شكاري، لاعب كرة قدم إيراني.

### يونيو
- 11 يونيو - تشارلي طحان، ممثل أمريكي.
- 14 يونيو - ألينا بوز، ممثلة تركية روسية.
- 16 يونيو - ريتسو دوان، لاعب كرة قدم ياباني.
- 19 يونيو
  - أتيكوس شافر، ممثل أمريكي.
  - سوزو هيروسه، ممثلة ومغنية يابانية.
- 22 يونيو - جافيرو ديلروسون، لاعب كرة قدم هولندي.
- 23 يونيو - جوسيب بريكالو، لاعب كرة قدم كرواتي.
- 28 يونيو
  - أوسكار رودريغيز، لاعب كرة قدم إسباني.
  - بيدرو جونسالفيس، لاعب كرة قدم برتغالي.
- 30 يونيو
  - توم ديفيس، لاعب كرة قدم إنجليزي.
  - حسام عوار، لاعب كرة قدم جزائري.

### يوليو
- 1 يوليو - ياسمينا، مغنية مصرية.
- 7 يوليو - ديلان سبرايبيرري، ممثل أمريكي.
- 8 يوليو - جيدن سميث، ممثل ومغني أمريكي.
- 9 يوليو - روبرت كابرون، ممثل أمريكي.
- 10 يوليو - كيميا علي زاده، مقاتلة تايكواندو إيرانية.
- 17 يوليو - أريلينا آرا، مغنية ألبانية.
- 22 يوليو
  - فيديريكو فالفيردي، لاعب كرة قدم أورغواياني.
  - ماديسن بتيس، ممثلة أمريكية.
- 24 يوليو - بيندي إروين، ممثلة وشخصية تلفزيون واقع أسترالية.
- 28 يوليو - فرانك نتيليكينا، لاعب كرة سلة فرنسي رواندي.
- 31 يوليو - ريكو رودريجيز، ممثل أمريكي.

### أغسطس
- 1 أغسطس - كامني جريفين، ممثل أمريكي.
- 3 أغسطس - كوزي زويلسدروف، مغنية وممثلة أمريكية.
- 5 أغسطس - ميمي كين، ممثلة بريطانية.
- 8 أغسطس
  - رونان بارك، مغني إنجليزي.
  - شون مينديز، مغني كندي.
- 9 أغسطس - باناجيوتيس ريتسوس، لاعب كرة قدم يوناني.
- 11 أغسطس - ناديا قزي، عازفة بيانو أمريكية لبنانية.
- 12 أغسطس - ستيفانوس تيستيباس، لاعب كرة مضرب يوناني.
- 13 أغسطس - دلما جالفي، لاعبة كرة مضرب مجرية.
- 25 أغسطس
  - أبراهام ماثيو، مغني إسباني.
  - تشاينا آن ماكلين، ممثلة أمريكية.
- 26 أغسطس - وعد محمد، ممثلة سعودية.
- 27 أغسطس - ماتيوس نونيز، لاعب كرة قدم برازيلي.
- 28 أغسطس - وستون مكيني، لاعب كرة قدم أمريكي.

### سبتمبر
- 18 سبتمبر - كريستيان بوليسيتش، لاعب كرة قدم أمريكي.
- 20 سبتمبر - رشيد خان، لاعب كريكت أفغاني.

### أكتوبر
- 1 أكتوبر - دانيكا ياروش، ممثلة أمريكية.
- 7 أكتوبر - ترنت ألكساندر-أرنولد، لاعب كرة قدم إنجليزي.
- 18 أكتوبر - إميلي روبنسون، ممثلة أمريكية.
- 24 أكتوبر - دايا، مغنية أمريكية.
- 27 أكتوبر - دايوت أوباميكانو، لاعب كرة قدم فرنسي.
- 28 أكتوبر - نولان غولد، ممثل أمريكي.

### نوفمبر
- 4 نوفمبر - أشرف حكيمي، لاعب كرة قدم مغربي.
- 5 نوفمبر - تاكيهيرو تومياسو، لاعب كرة قدم ياباني.
- 12 نوفمبر - جول كوندي، لاعب كرة قدم فرنسي.
- 14 نوفمبر - صوفيا كينين، لاعبة كرة مضرب أمريكية روسية.
- 17 نوفمبر - كارا هايوارد، ممثلة أمريكية.
- 23 نوفمبر - ستيفن بيري، ممثل أمريكي.
- 24 نوفمبر - بيتون ماير، ممثل أمريكي.

### ديسمبر
- 2 ديسمبر - أمبير مونتانا، ممثلة أمريكية.
- 8 ديسمبر - مي الغيطي، ممثلة مصرية.
- 15 ديسمبر - تشاندلر كانتربري، ممثل أمريكي.
- 16 ديسمبر - كيولكيونغ، ممثلة ومغنية كورية جنوبية.
- 17 ديسمبر - مارتين أوديغارد، لاعب كرة قدم نرويجي.
- 18 ديسمبر
  - كالفن ستنغس، لاعب كرة قدم هولندي.
  - كيولكيونغ، ممثلة ومغنية صينية.
- 20 ديسمبر - كيليان مبابي، لاعب كرة قدم فرنسي من أصل كاميروني.
- 22 ديسمبر - جينيفيف هانيليوس، ممثلة ومغنية أمريكية.
- 28 ديسمبر - جاريد غيلمان، ممثل أمريكي.

## وفيات
- إبراهيم الدسوقي شتا
- فهمي إبراهيم ميخائيل
- ساجي المرشد
- خالد عبد اللطيف الحمد
- محمد جمال الدين الفندي

### يناير
- 7 يناير:  راشد الخضر، ملحن كويتي.
- 7 يناير:  سلافا ميتريفيلي، لاعب كرة قدم سوفييتي من أصول جورجية.
- 7 يناير:  فلاديمير بريلوغ، كيميائي سويسري -كرواتي حصل سنة 1975 على جائزة نوبل في الكيمياء.
- 9 يناير:  كينيتشي فوكوي، كيميائي ياباني تحصل سنة 1981 على جائزة نوبل في الكيمياء.
- 21 يناير:  ماري بنتينغ، طبيبة أمريكية، مختصة في علم الأحياء الدقيقة.
- 21 يناير:  إسماعيل صادق العدوي، إمام وخطيب المسجد الأزهر مصري.
- 26 يناير:  ماريو سكيفانو، رسام إيطالي.
- 29 يناير:  شعبان الصياد، قارئ قرآن مصري.

### فبراير

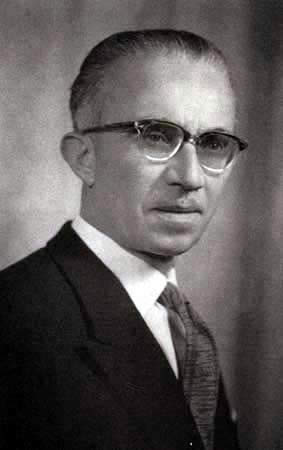
الرئيس ناظم القدسي

- 2 فبراير:  فيليو كايافا، شاعر وكاتب فنلندي.
- 6 فبراير:  ناظم القدسي، رئيس الجمهورية السورية الرابع عشر.
- 8 فبراير:  هالدور لاكسنس، أديب آيسلندي تحصل على جائزة نوبل في الأدب لسنة 1955.
- 17 فبراير:  موريس بوكاي، طبيب فرنسي.
- 26 فبراير:  ثيودر شولتز، إقتصادي أمريكي. حائز على جائزة نوبل في العلوم الاقتصادية.
- 27 فبراير:  محمد التريكي، موسيقي تونسي.

### مارس
- 7 مارس:  آدم يشاري، جنرال في قوات جيش تحرير كوسوفا.
- 14 مارس:  عبد الرحمن الأرياني، سياسي ووزير اليمن.
- 15 مارس:  بينجامين سبوك، طبيب أطفال أمريكي.
- 16 مارس:  ديريك هارولد بارتون، كيميائي بريطاني حاصل على جائزة نوبل في الكيمياء سنة 1969.
- 26 مارس:  سعد الخويطر، فنان سعودي.
- 26 مارس:  سيروس قايقران، لاعب كرة قدم إيراني.

### أبريل

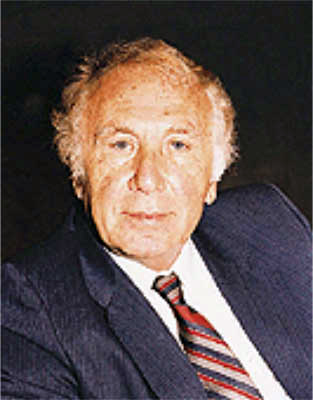
نزار قباني

- 15 أبريل:  بول بوت، ديكتاتور رئيس حكومة كمبوديا.
- 19 أبريل:  أكتافيو باث، شاعر وأديب وسياسي مكسيكي.
- 25 أبريل:  نجيب الخطاب، إعلامي تونسي.
- 30 أبريل:  نزار قباني، شاعر سوري معاصر.

### مايو
- 10 مايو:  حمد عيسى الرجيب، وزير وسفير كويتي.
- 14 مايو:  فرانك سيناترا، مغنٍ وممثل ومنتج أمريكي.
- 19 مايو:  سوسوكه أونو، رئيس الوزراء الياباني الخامس والسبعين.

### يونيو
- 5 يونيو:  علي جوهر، ممثل مصري.

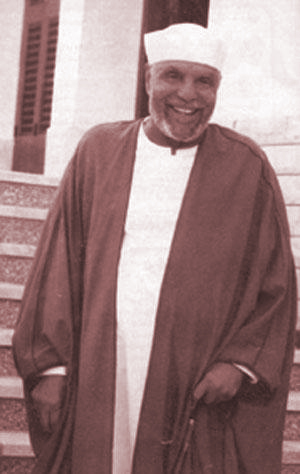
محمد متولي الشعراوي

- 5 يونيو:  أحمد عبد السلام توفيق، قائدعسكري وسياسي مصري.
- 8 يونيو:  ماريا رايشه، عالمة آثار ورياضيات ومترجمة ألمانية اشتهرت بأبحاثها عن خطوط النازكا في البيرو.
- 15 يونيو:  كيث نيوتن، لاعب كرة قدم إنجليزي.
- 17 يونيو:  محمد متولي الشعراوي، عالم دين ووزير أوقاف مصري.
- 18 يونيو:  عادل عسيران، رئيس سابق للمجلس النيابي اللبناني.
- 25 يونيو:  الوناس معطوب، مغني وشاعر جزائري قبائلي.
- 29 يونيو:  طلعت رسلان، سياسي مصري كان عضو مجلس الشعب.

### يوليو
- 9 يوليو:  نور الهدى، ممثلة ومغنية لبنانية.
- 16 يوليو  رسمي العامل، محامٍ وسياسي وإعلامي عراقي مخضرم.
- 27 يوليو:  فريد شوقي، ممثل مصري.

### سبتمبر
- 9 سبتمبر:  لوتشو باتيستي، مغني مؤلف إيطالي.
- 13 سبتمبر:  جورج والاس، سياسي أمريكي.
- 16 سبتمبر:  محمود نور الدين، ضابط مخابرات مصري.
- 25 سبتمبر:  نجاح الموجي، ممثل مصري.
- 27 سبتمبر:  هادي العلوي، مفكر مشاعي صوفي عراقي.
- 30 سبتمبر:  حسن الجمل، سياسي مصري أحد أعلام جماعة الإخوان المسلمين.

### أكتوبر
- 15 أكتوبر:  هيلانة سيداروس، أول طبيبة مصرية في العصر الحديث.

### نوفمبر
- 9 نوفمبر:  باية، فنانة تشكيلية جزائرية.
- 25 نوفمبر:  أنور مصباح، بطل مصري في رفع الأثقال.

### ديسمبر
- 1 ديسمبر:  عائشة عبد الرحمن، مفكرة وكاتبة مصرية.
- 6 ديسمبر:  سيزار بالداكيني، نحات فرنسي.
- 10 ديسمبر:  كمال مسعودي، مغني وموسيقي جزائري.
- 12 ديسمبر:  محمود شيت خطاب، وزير وقائد عسكري ومؤرخ عراقي.
- 20 ديسمبر:  آلن لويد هودجكين، عالم كيمياء بريطاني.
- 27 ديسمبر:  داني بسترس، راقصة شرقية وممثلة لبنانية.

## جوائز عالمية

### جائزة نوبل
- في الفيزياء – الأمريكيان روبرت لافلين ودانيل تسوي والألماني هورست شتورمر
- في الكيمياء – الأمريكي والتر كون والبريطاني جون بوبل.
- في الطب – الأمريكان روبرت فورشغوت ولويس إغنارو وفريد مراد.
- في الأدب – البرتغالي خوزيه ساراماغو.
- في السلام – ايرلندا الشمالية جون هيوم ودافيد تريمبل.
- في الاقتصاد – الهندي أمارتيا سن.

### جائزة الملك فيصل العالمية
- في خدمة الإسلام – السنغالي عبدو ضيوف.
- في الدراسات الإسلامية – مناصفة بين المصري عبد الستار عبد الحق الحلوجي والسعودي يحيى محمود بن جنيد.
- في اللغة العربية والأدب – لم تمنح.
- في الطب – مناصفة بين الأمريكيان جون جيرن [الألمانية] و روبرت هاري بيرسل.
- في العلوم – البريطاني أندرو وايلز.